# Wilsonregenpfeifer
Der Wilsonregenpfeifer (Anarhynchus wilsonia, Synonym: Charadrius wilsonia), auch Dickschnabel-Regenpfeifer genannt, ist ein kleiner Regenpfeifer. Er ist ein Watvogel, der an beiden Küsten Amerikas vom Äquator nordwärts brütet. Die Art wurde 1814 von George Ord nach seinem Freund, dem schottisch-amerikanischen Ornithologen Alexander Wilson benannt.

## Merkmale
Der Wilsonregenpfeifer gehört mit 17–20 cm zu den kleinen Regenpfeifern. Der Schnabel ist dick, schwarz und ca. 2,5 cm lang. Die Bauchseite ist von den Schwanzfedern bis über die Mitte zwischen den Augen weiß und wird nur durch eine schwarze Bande unter dem Kinn unterbrochen. Die Augen sind groß und dunkel. Vom Auge aus verläuft ein weißer Streifen ca. einen Zentimeter nach hinten und wird im Verlauf matter. Die Krone, der Hinterkopf und der Bereich um die Augen ist oliv. Die Beine haben einen blassen Pinkton. Der Schwanz ist eben und etwas länger als die Flügel. Die Weibchen haben im Gegensatz zu den Männchen weniger kontrastreiche, schwarze Bereiche, sondern weisen an den Stellen eher blasse Olivtöne auf. Auch außerhalb der Brutsaison ist die Färbung blasser.

## Lebensweise

### Fortpflanzung
Dieser nur in Küstennähe lebende Regenpfeifer nistet auf Sandstränden oder blanken Sandbänken. Sobald das Männchen nach dem Vogelzug das Brutgebiet erreicht, beansprucht es ein Brutterritorium für sich, das es gegen andere Männchen verteidigt. Die Brautwerbung hat verschiedene Phasen, in denen das Männchen um ein Weibchen wirbt. Dazu gehören ein Kratzen des Bodens, eine hervorgewölbte Brustpartie, eine Vorwärtsneigung und die eigentliche Kopulation, bei der das Männchen auf den Rücken des Weibchens aufspringt und währenddessen mit den Füßen tippelt. Er tarnt seine Gelege mit vorhandener Vegetation, weshalb größtenteils im Umkreis von 30 cm der Nester Pflanzen stehen. Beide Geschlechter sind am Brüten beteiligt. Die Gelegegröße beträgt meist drei Eier und die Küken schlüpfen nach ca. 25 Tagen.
Nach dem Schlupf wechseln die Familien den Standort vom trockenen Nest zu einem feuchteren Platz in der Nähe. Die Küken verstecken sich die meiste Zeit in der Vegetation, während ein Elternteil sie beaufsichtigt.
Wenn das Gelege durch Raubtiere bedroht ist, werden die möglichen Feinde von den Elterntieren abgelenkt, indem sie in Distanz zum Nest eine Verletzung vorspielen.

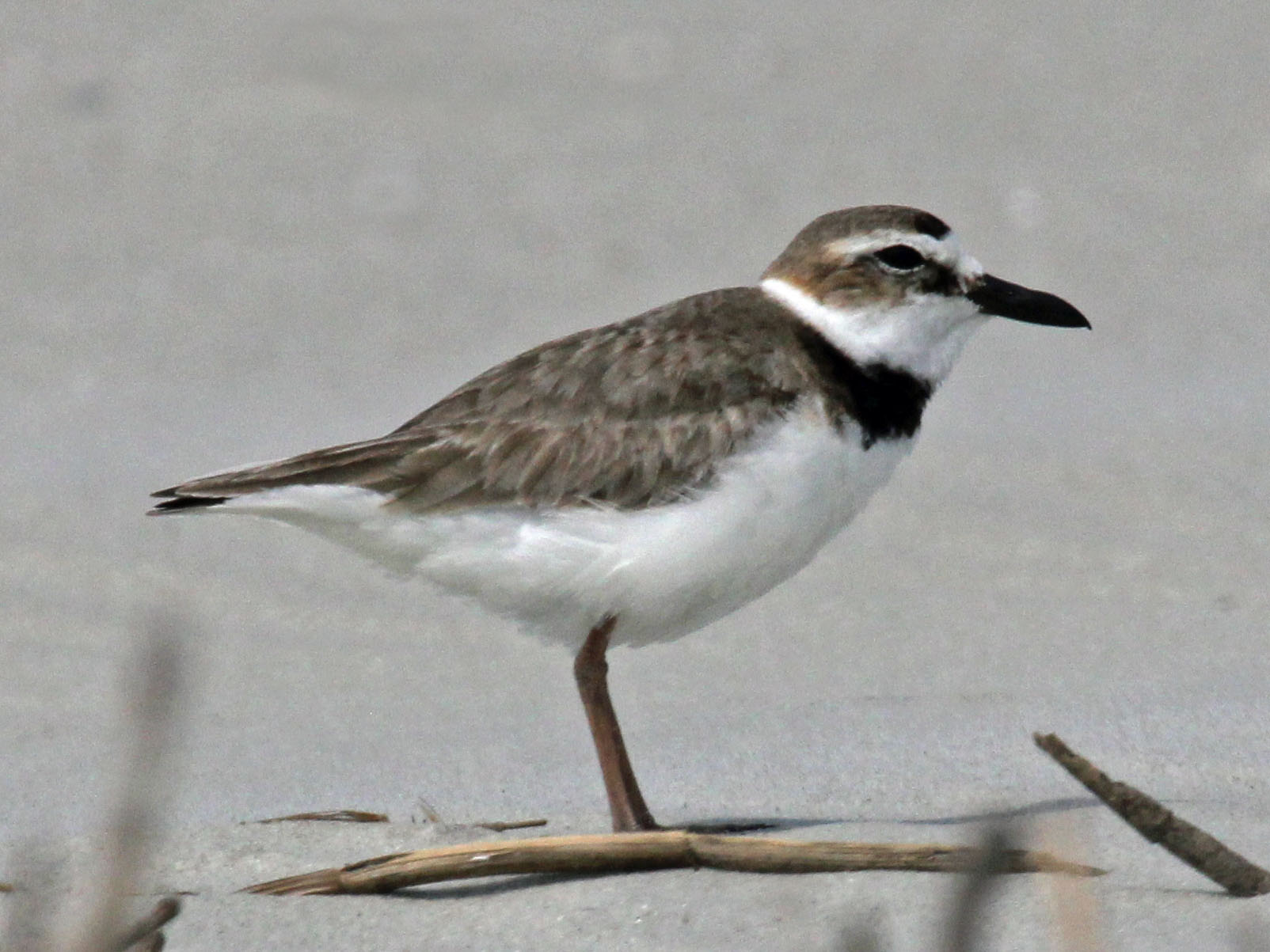
Brütendes Männchen in Sunset Beach, North Carolina
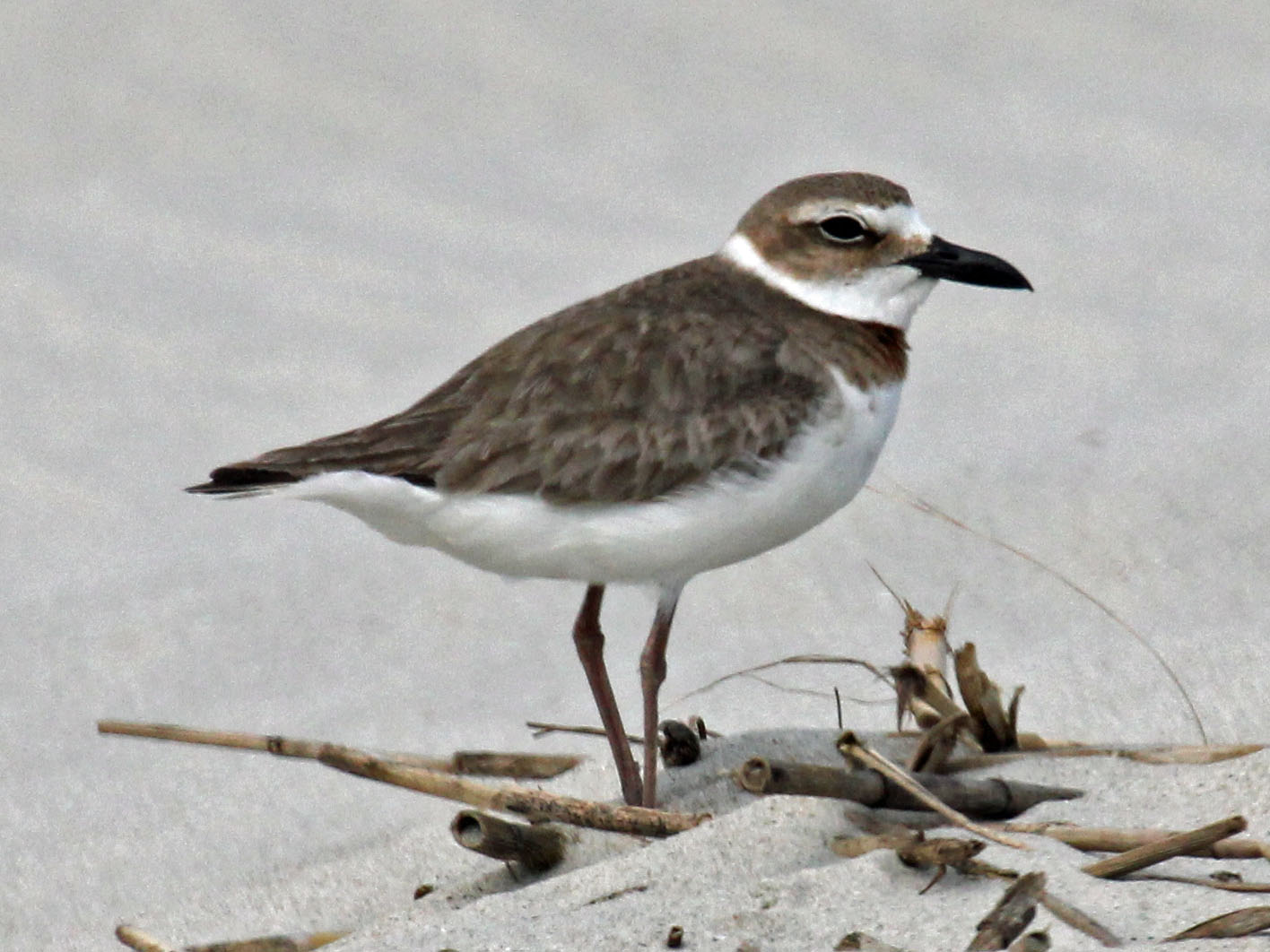
Brütendes Weibchen in Sunset Beach, North Carolina
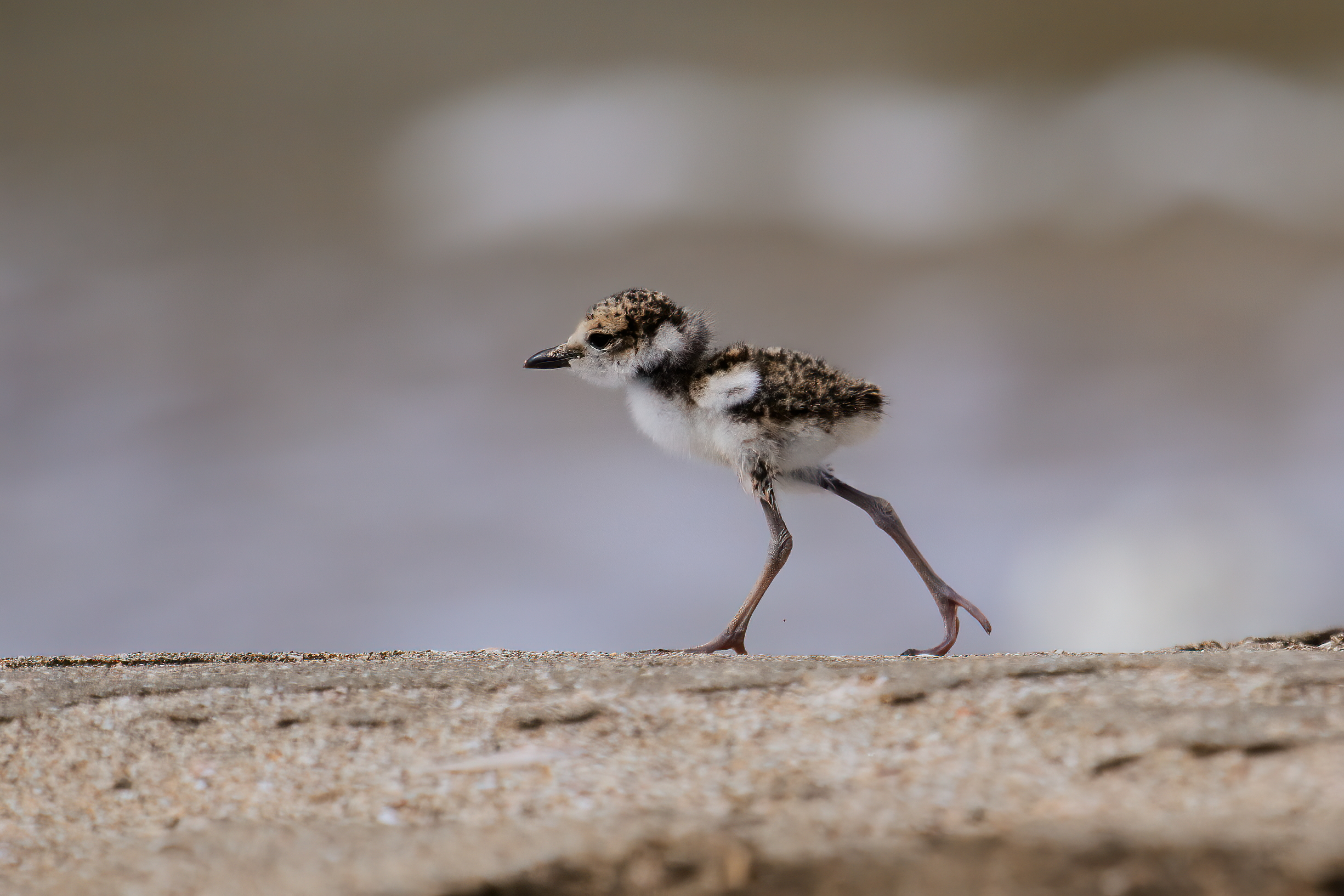
Wilsonregenpfeifer (Charadrius wilsonia), Pulli

### Ernährung
Wilsonregenpfeifer suchen an Stränden nach Nahrung und bewegen sich langsam über den Strand. Sie bevorzugen Krabben, fressen aber auch Insekten und Meereswürmer.

## Verbreitung

Verbreitungskarte des Wilsonregenpfeifers; orange: Nestgebiet, violett: ganzjähriger Aufenthalt

Sein Verbreitungsgebiet erstreckt sich nach Norden und umfasst einen Großteil der US-Ostküste und die Pazifikküste Mexikos im Westen. Es handelt sich um einen Teilzieher. Die Vögel verlassen die Vereinigten Staaten mit Ausnahme von Florida, um in Brasilien bzw. im Süden zu überwintern. Einige mexikanische Vögel ziehen im Winter nach Peru.

## Gefährdung

### Fressfeinde
Zu dem Feinden des Wilsonregenpfeifers gehören einheimische Tiere, wie der Schopfkarakara, aber auch eingeschleppte Tiere, wie Haushunde und -katzen.

### Status
Er wird wegen seiner großen Verbreitung und wegen der wahrscheinlich stabilen Populationsgröße von der IUCN als Least Concern („nicht gefährdet“) eingestuft. Es wurde jedoch dokumentiert, dass die Bestände zurückgehen.

## Systematik
In Studien fand man heraus, dass die Gattung Charadrius, zu welcher der Wilsonregenpfeifer ursprünglich gezählt wurde, polyphyletisch ist. Aufgrund der Untersuchungsergebnisse wurde er der Gattung Anarhynchus zugeordnet, der zuvor ausschließlich der Schiefschnabel angehörte.

### Unterarten
In Brasilien gibt es eine kleine ganzjährig ansässige Population, die 2008 als neue Unterart brasiliensis anerkannt wurde.
2012 wurde festgestellt, dass dies ein Junior-Synonym ist und der korrekte Name für die Unterart crassirostris lautet. Infolge musste auch eine Unterart des Wüstenregenpfeifers umbenannt werden.